# Xenylla constricta
Xenylla constricta är en urinsektsart som beskrevs av von Olfers 1907. Xenylla constricta ingår i släktet Xenylla och familjen Hypogastruridae. Inga underarter finns listade i Catalogue of Life.